# Тельма (фильм)
«Те́льма» (норв. Thelma) — норвежский мистический триллер режиссёра Йоакима Триера. Фильм выдвинут от Норвегии на премию «Оскар».
Впервые за пределами Норвегии фильм был показан на Международном кинофестивале в Торонто 2017 года. Премьера фильма в России состоялась 23 ноября 2017 года.

## Сюжет
Тельма — молодая студентка, только что приехавшая в Осло из норвежской глубинки, из очень набожной семьи — влюбляется в сокурсницу. Тельма воспитана в традициях христианского фундаментализма и для неё такое нарушение табу становится мощным потрясением, проявляющимся припадками, во время которых наблюдаются паранормальные явления. Врачи не находят у главной героини признаков эпилепсии и советуют ей обратиться к психиатру…

## В ролях
- Эйли Харбо — Тельма
- Грете Эльтервог (Grethe Eltervåg) — Тельма в детстве
- Кайя Уилкинс (Kaya Wilkins) — Аня
- Хенрик Рафаэльсен[норв.] (Henrik Rafaelsen) — Тронд, отец Тельмы
- Эллен Доррит Петерсен (Ellen Dorrit Petersen) — Унни, мать Тельмы

## Производство
Съёмки фильма начались 20 сентября 2016 года и продолжались 44 дня. Съёмки проходили в Осло, Гётеборге, Тролльхеттане и Кирунае.

## Прокат
Впервые фильм был показан 20 августа 2017 на Международном кинофестивале в Норвегии. В ограниченный прокат в России картина вышла 23 ноября 2017 года, фильм шёл всего в 65 кинотеатрах.

## Критика
На кинофестивале в Торонто, где фильм был показан впервые за пределами Норвегии, картина собрала прекрасную прессу.
Оценка российских критиков была смешанной: отмечались замечательная визуальная составляющая, хорошая игра главной героини, а также мистические и психоделические моменты фильма, которые «придуманы здорово и собой со всех сторон хороши». В то же время отмечался сумбур в сюжете, а также не совсем гармоничное смешение жанров. «Собеседник» указал на некоторую наивность и поверхностность фильма. Режиссёр Йоаким Триер, не отрицая мрачной иронии киноленты, оправдывался тем, что пытался сделать арт-хаусный фильм интересным широкому зрителю. «Известия», проигнорировав семейную, лесбийскую и религиозную составляющие картины, назвали «Тельму» «фильмом ужасов для тех, кто не любит фильмы ужасов», хотя в картине нет ни кровавых убийств, ни монстров, но, в целом, содержание фильма вполне соответствует этому жанру. Иные критики утверждали, что сюжетно этот фильм очевидно ассоциируется с «Кэрри» по Стивену Кингу и другими триллерами про «девочек со странностями», однако, несмотря на наносную «попсовость», обладает специфической глубиной и нетривиальностью.
Критик Антон Долин отнёсся к фильму положительно, в своей рецензии он отмечает красоту главной героини: «…Актриса Эйли Харбо, явно будущая звезда, красива какой-то неочевидной, постепенно проявляющейся красотой». Долин видит в фильме метафору современного европейского общества: «„Тельма“ — не просто частная история, но исследование нынешней ультралиберальной Европы, где всё разрешено и всё рационально. Грозный дар героини, который она не способна контролировать, будто восстаёт против этого искусственного рая, требуя уравновесить его персональным адом — расплатой за чрезмерную свободу».